# 1550
Cette page concerne l'année 1550  du calendrier julien. Pour l'année 1550 av. J.-C., voir 1550 av. J.-C.
L'année 1550 est une année commune qui commence un mercredi.

## Événements
- Mars : les Éthiopiens ripostent aux premières agressions du sultan d’Harar Nour-ibn-al-Ouazir. Harar est saccagée[1].

- 1er octobre : le mongol Altan Khan pille et incendie les faubourgs de Pékin. Il force l’empereur Ming à conclure la paix et à rouvrir les marchés frontaliers (1551). Mais la paix reste instable, et les marchés sont rapidement fermés. Altan reprend ses raids frontaliers jusqu’en 1570[2].

- Arrivée du dominicain portugais Gaspard de Santa-Cruz à Hà Tiên au Cambodge[3].

### Amérique
- 6 janvier : fondation de Valledupar, en Colombie[4].
- 22 février : Le conquistador espagnol Pedro de Valdivia atteint le Bio Bio, dans le territoire des Araucans[5]. Ceux-ci se regroupent pour former une armée de 4000 hommes placés sous le commandement du toqui Ayavilu, sous l’influence du sage Colocolo. Valdivia réussit à les vaincre dans la plaine d’Andalion grâce à sa cavalerie et ses armes à feu. Ayavilu est tué et les prisonniers araucans sont libérés avec les mains et le nez coupés. Valdivia entre en Araucanie où il fonde plusieurs cités protégées par trois fortins, Arauco, Tucapel et Puren[6].
- 16 avril : Charles Quint crée à Valladolid la Junta Consultiva pour les Indes occidentales. Il ordonne d'interrompre les conquêtes du Nouveau Monde pour des raisons morales[7].
- 15 août-fin septembre : première session de la controverse de Valladolid[8] qui porte sur le statut des Indiens d'Amérique (appartiennent-ils à l'humanité ? Quel traitement leur accorder ?) et qui oppose Bartolomé de Las Casas et le théologien Sepúlveda devant l'empereur Charles Quint.
  - Sepúlveda fait valoir que la guerre aux Indiens est non seulement licite mais recommandable car elle est légitime au regard de quatre arguments : la gravité des délits des Indiens (idolâtrie, péchés contre nature), la grossièreté de leur intelligence, les besoins de la foi, leur sujétion facilitant la prédication, les maux qu’ils s’infligent les uns aux autres (sacrifices).
  - La controverse tourne à l’avantage de Las Casas (ses arguments sont dans l’intérêt du monarque qui souhaite dessaisir les conquérants de la capacité de traiter les Indiens à leur guise, pour pouvoir les soumettre directement, au nom de l’Église). Les rois d’Espagne ne veulent plus qu’on appelle les découvertes « conquêtes ». À la tête du Conseil des Indes, ils placent des hommes qui doivent conduire les populations « pacifiquement et charitablement ».
- 5 octobre : Pedro de Valdivia fonde la ville de Concepción au Chili[5].
- 25 novembre : le vice-roi de Nouvelle-Espagne Luis de Velasco entre à Mexico[9].

- Des Indiens chichimèques commencent à attaquer les caravanes muletières chargées de ravitailler les mines d’argent de Zacatecas ouvertes par les Espagnols au  Mexique en 1546. Début de la grande guerre chichimèque (en), qui ravage le nord de la Nouvelle-Espagne jusqu'en 1600[10].
- Arrivée du père jésuite Leonardo Nunes à São Vicente au Brésil. Il y fonde un collège[11].

### Europe

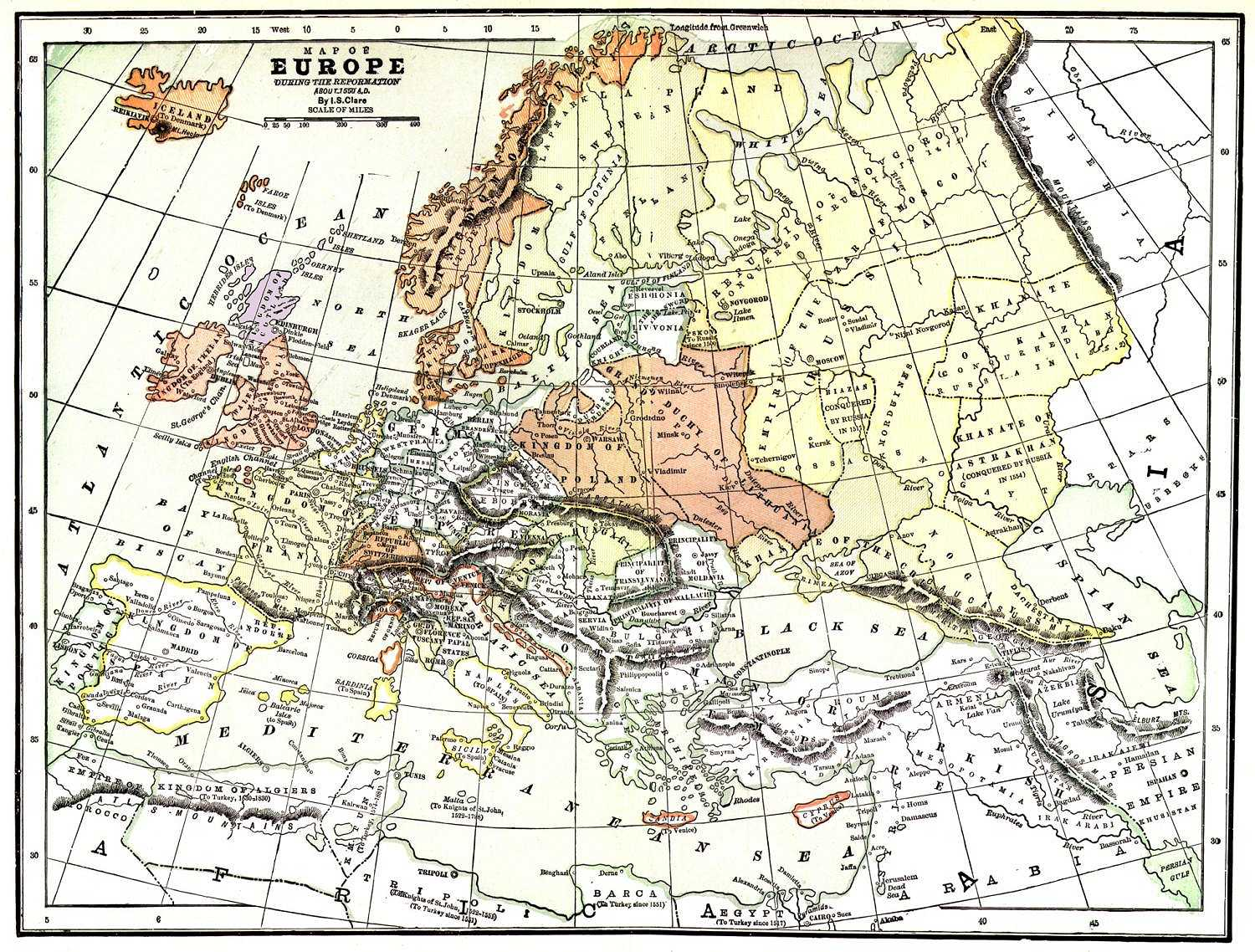
L'Europe en 1550

- 7 février : élection du pape Jules III (fin de pontificat en 1555)[12].

- 7 mars : Albert V devient duc de Bavière (fin en 1579)[13].
- 24 mars : traité d'Outreau. Restitution de Boulogne à la France par les Anglais contre 400 000 écus d’or[14].

- 12 juin : le roi Gustav Vasa fonde la ville d'Helsinki (Helsingfors) en Finlande[15].
- 16 juin : début du creusement du canal entre Bruxelles et le Rupel terminé le 11 octobre 1561 sous la direction de Jean de Locquenghien[16].
- 8 juillet : les marranes sont expulsés de Venise[17].

- Août : Antoine Perrenot de Granvelle devient garde des Sceaux de Charles Quint à la mort de son père[18], puis de Philippe II d'Espagne.

- 25 septembre : édit de répression contre les Protestants aux Pays-Bas[19].

- 10 octobre, Russie : oukase organisant le service du tsar. Des domaines autour de Moscou sont attribués à 1000 fils de boyards qui formeront la noblesse de la capitale, au service du souverain[20].

- 7 novembre : mort de l’évêque de Hólar Jón Arason en Islande, exécuté avec ses deux fils[21]. L’Ordinatio ecclesiastica danoise est appliqué désormais dans le diocèse de Hólar. Tous les biens de l’Église sont confisqués au profit du roi.

- Interdiction aux prêtres catholiques de vivre légalement au Danemark[22].
- Des prêtres vivant en communauté sous le nom d’Oratoire se réunissent à Rome autour de Philippe Néri[23]. Leur spiritualité repose sur la méditation et l’Oraison ainsi que sur la musique et les chants. Ils se donnent des institutions en 1564 et le pape reconnaît le nouvel institut en 1575.

## Décès en 1550
- 31 janvier, Niccolò Ridolfi, cardinal italien (° 1501).

- 22 février : François III de Mantoue, noble italien, duc de Mantoue, marquis de Montferrat  (° 10 mars 1533).

- 8 mars : Jean de Dieu, fondateur de l’ordre des frères de la Charité à Grenade (° 8 mars 1495).
- 14 mars : Uesugi Sadazane, samouraï japonais (° 1478).
- 17 mars : Leonhard von Eck, chancelier bavarois (° 1480).

- 12 avril : Claude de Guise, duc de Lorraine (° 20 octobre 1496).
- 30 avril : Tabinshwehti, second roi de la Dynastie Taungû de Birmanie et fondateur du Second Empire birman (° 16 avril 1516).

- 20 mai : Ashikaga Yoshiharu, douzième des shoguns Ashikaga de la fin de l'époque de Muromachi de l'histoire du Japon (° 2 avril 1511).

- 2 juillet : Marguerite de Croÿ, fille de Charles Ier de Croÿ, 1er prince de Chimay et épouse de Charles II de Lalaing (° 6 décembre 1508)[24].
- 30 juillet : Thomas Wriothesley (1er comte de Southampton), homme politique anglais de la période Tudor (° 21 décembre 1505).

- 25 août[25] : Georges II d'Amboise, cardinal français, archevêque de Rouen (° 1488).

- ? septembre : Francesco Maria Rondani, peintre italien (° 15 juillet 1490).

- 24 octobre : Louis de France, deuxième fils du roi de France Henri II et de Catherine de Médicis (° 3 février 1549).

- 22 novembre : Hans Sebald Beham, illustrateur et graveur allemand (° 1500).

- 8 décembre : Gian Giorgio Trissino dit Le Trissin, écrivain et poète italien de la Renaissance (° 8 juillet 1478).

- Date précise inconnue :
  - Andrés Dorantes de Carranza, capitaine espagnol (° 1500).
  - Giovanni Maria da Crema, compositeur et luthiste italien (° 1492).
  - Kutsuki Harutsuna, samouraï de l'époque Sengoku de l'histoire du Japon (° 1518).

- Vers 1550 :
- Sinibaldo Ibi, peintre italien (° vers 1475).